# مارثا تشايس
مارثا كولس تشيس (بالإنجليزية: Martha Chase)‏ تُعرف أيضا باسم مارثا سي إبستين ولدت في 30 نوفمبر 1927 وتوفيت في 8 أغسطس 2003، هي عالمة وراثة أمريكية اشتهرت عام 1952 رفقة ألفرد هيرشي عندما ساعدت على التأكد من أن الحمض النووي هو المادة الوراثية المكونة للحياة بدلا من البروتين الذي كان سائدا حينها باعتباره مكون الحياة.

## النشأة
ولدت تشيس عام 1927 في كليفلاند بأوهايو وهي شقيقة روث تشيس (عُرفت فيما بعد باسم روث دازيال). حصلت على درجة البكالوريوس من كلية ووستر في عام 1950، ثم عملت كمساعدة باحثة قبل العودة إلى المدرسة في عام 1959 وحصلت على الدكتوراه في علم الأحياء المجهرية من جامعة كاليفورنيا الجنوبية في عام 1964.

## الحياة المهنية
في عام 1950، بدأت تشيس العمل كمساعدة باحثة في مختبر كولد سبرينغ هاربور (بالإنجليزية: Cold Spring Harbor Laboratory)‏ الخاص بدراسة البكتيريات والوراثة والمملوك للعالم ألفرد هيرشي، وفي عام 1952 ساعدت تشيس «مديرها» هيرشي في تجربة مهمة مكنتهما من التأكد من أن المعلومات الجينية تنتقل عن طريق الحمض النووي، وليس من خلال البروتين كما كان سائدا في ذلك الوقت. وقد تضمنت التجربة إرسال عاثية T2 (الفيروسات التي تصيب البكتيريا) ورؤية ما إذا كان البروتين هو الذي سيتكفل بنقل عدوى العاثية باتجاه القولونية الإشريكية أم الحمض النووي فوجدا أن الأحماض النووية هي التي قامت بعملية النقل فساعدا بذلك في حل الخلاف حول تكوين المعلومات الوراثية وحاملها. خلال تلك الفترة فاز هيرشي بجائزة نوبل في الفسيولوجيا أو الطب بفضل اكتشافه المتأخر عام 1969 إلّا أن تشيس لم يتم إدراجها.
استقالت تشيس من العمل في مختبر هيرشي عام 1953 فتوجهت للعمل رفقة جوس داورمان في مختبر أوك ردج الوطني بولاية تينيسي، وفي وقت لاحق التحقت للعمل في جامعة روتشستر. عادت تشيس للمشاركة في اجتماعات علماء الأحياء التي كانت تُقام في مختبر كولد سبرينغ هاربور لكنها حضرت كضيفة وليس كعاملة في المختبر.
في عام 1959، بدأت بدراسة الدكتوراه في جامعة كاليفورنيا الجنوبية وركزت على عملها في مختبر جوزيبي، ثم انتقلت إلى السويد لمناقشة أطروحتها مع مارغريت ليد عام 1964.
عندما كانت في ولاية كاليفورنيا، التقت تشيس وتزوجت من زميلها العالم الآخر ريتشارد أبشتاين في أواخر 1950 وغيرت اسمها إلى مارثا أبشتاين. زواجها بريتشارد لم يكن ناجحا حيث انفصلا بعد فترة قصيرة، ثم عاشت بعدها سلسلة من النكسات الشخصية خلال 1960 وانتهت حياتها المهنية في مجال العلوم. انتقلت إلى ولاية أوهايو للعيش مع أسرتها الصغيرة وقضت العقود الأخيرة من حياتها تُعاني من شكل من أشكال الخرف الذي سرق لها الذاكرة على المدى القصير، فماتت بسبب الالتهاب الرئوي في الثامن من آب/أغسطس 2003 حيث كان تبلغ حينها 75 سنة.